# Folha da Manhã (São Paulo)
Pour les articles homonymes, voir Folha da Manhã.
Folha da Manhã était un journal brésilien de la ville de São Paulo fondé en 1925, appartenant à la société actuellement connue sous le nom de Grupo Folha (à l'époque Empresa Folha da Noite Ltda ). Il s'agissait d'un journal du matin qui s'opposait à l'autre journal de l'après-midi qui l'avait précédé.

## Historique
Avec le lancement réussi du journal Folha da Noite en 1921, les journalistes qui avaient quitté la rédaction d'O Estado de S. Paulo - Olival Costa, Pedro Cunha, Léo Vaz, Mariano Costa, Antonio dos Santos Figueiredo et Artêmio Figueiredo -  ont commencé à publier la version du matin en 1925. Contrairement au premier journal, qui utilisait un langage dans lequel les nouvelles étaient plus favorisées, au détriment des articles signés, la nouvelle publication utilisait cependant un langage plus traditionnel et visait à rivaliser avec "Estadão".
Bien que ses propriétaires aient affirmé n'avoir aucun lien politique, en 1929, Folha da Manhã a ostensiblement soutenu la candidature de Júlio Prestes à la présidence, et en octobre de l'année suivante, avec la victoire de la Révolution de 1930, son imprimerie a été bloquée.
La maison d'édition est alors vendue au riche producteur de café Octaviano Alves de Lima et reprend sa diffusion en janvier de l'année suivante. Le nouveau propriétaire donne alors une nouvelle orientation à la publication, en publiant des articles sur les prix du café et en critiquant l'industrialisation, ciblant ainsi les élites agraires, et en ouvrant des succursales dans les villes de l'intérieur de l'État.
En 1945, lorsque le pays est redevenu un État démocratique avec la fin de l'Estado Novo, l'entreprise a de nouveau été vendue et a eu pour nouveaux propriétaires José Nabantino Ramos, Clóvis Queiroga et Alcides Meirelles, qui ont créé un nouveau journal appelé Folha da Tarde en 1949.
Les publications du groupe, sous la direction de José Nabantino, furent modernisées et en 1953 son propre siège fut acquis ; le 1er janvier 1960, il unifia les trois "Folhas", les fait disparaître et crée le nouveau journal, Folha de S.Paulo.